# Гайнц Штернберг
Гайнц Штернберг (нім. Heinz Sternberg; 16 лютого 1917, Фрайбург — 6 травня 1944, Атлантичний океан) — німецький офіцер-підводник, капітан-лейтенант крігсмаріне.

## Біографія
3 квітня 1936 року вступив на флот. З квітня 1939 року — командир взводу, ад'ютант, офіцер зв'язку, дивізійний офіцер і командир вежі на лінкорі «Гнайзенау». В квітні-листопаді 1942 року пройшов курс підводника. З листопада 1942 року — 1-й вахтовий офіцер на підводному човні U-659. В квітні-травні 1943 року пройшов курс командира човна. З 16 червня 1943 року — командир U-473, на якому здійснив 2 походи (разом 36 днів у морі). 3 травня 1944 року невиправно пошкодив американський ескортний міноносець «Доннелл» водотоннажністю 1400 тонн; 29 з 231 членів екіпажу загинули. 6 травня 1944 року U-473 був потоплений в Північній Атлантиці південно-західніше Ірландії (49°29′ пн. ш. 21°22′ зх. д.) глибинними бомбами британських шлюпів «Старлінг», «Врен» та «Вайлд Гус». 30 членів екіпажу були врятовані, 23 (включаючи Штернберга) загинули.

## Звання
- Кандидат в офіцери (3 квітня 1936)
- Морський кадет (21 вересня 1937)
- Фенріх-цур-зее (1 травня 1938)
- Оберфенріх-цур-зее (1 липня 1938)
- Лейтенант-цур-зее (1 серпня 1939)
- Оберлейтенант-цур-зее (1 жовтня 1940)
- Капітан-лейтенант (1 лютого 1943)